# Recey-sur-Ource
Recey-sur-Ource est une commune française située dans le département de la Côte-d'Or, en région Bourgogne-Franche-Comté.

## Géographie

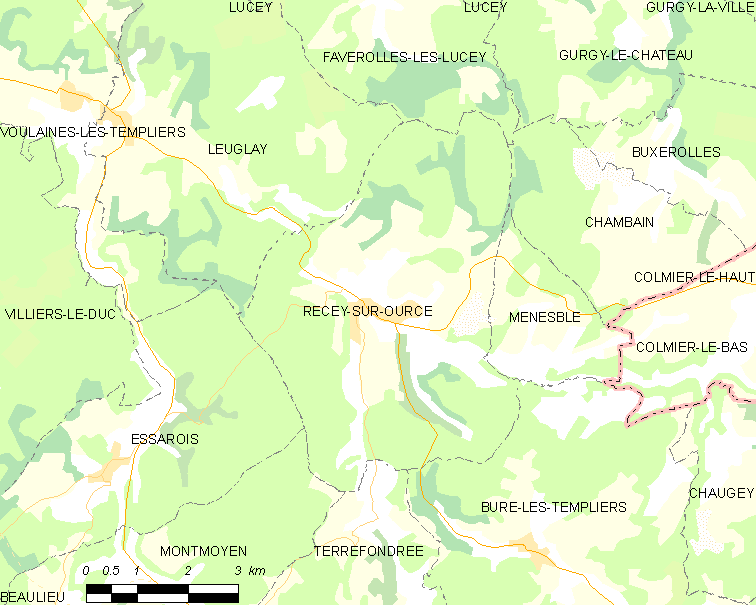

La commune occupe 26,7 km2 à une altitude comprise entre 280 et 442 mètres.

### Accès
Traversé par la départementale 928 qui relie Châtillon-sur-Seine à Langres Recey est situé à 67,6 km de Dijon, 27,7 km de Châtillon-sur-Seine, 50,2 km de Langres, 279,6 km de Paris.

### Hydrographie
La commune est traversée par l'Ource.

### Climat
Pour des articles plus généraux, voir Climat de la Bourgogne-Franche-Comté et Climat de la Côte-d'Or.
En 2010, le climat de la commune est de type climat des marges montargnardes, selon une étude du Centre national de la recherche scientifique s'appuyant sur une série de données couvrant la période 1971-2000. En 2020, Météo-France publie une typologie des climats de la France métropolitaine dans laquelle la commune est exposée à un climat océanique altéré et est dans la région climatique  Lorraine, plateau de Langres, Morvan, caractérisée par un hiver rude (1,5 °C), des vents modérés et des brouillards fréquents en automne et hiver. 
Pour la période 1971-2000, la température annuelle moyenne est de 10,1 °C, avec une amplitude thermique annuelle de 16,7 °C. Le cumul annuel moyen de précipitations est de 932 mm, avec 13,1 jours de précipitations en janvier et 8,6 jours en juillet. Pour la période 1991-2020, la température moyenne annuelle observée sur la station météorologique de Météo-France la plus proche, « Bure Les Templiers_sapc », sur la commune de Bure-les-Templiers à 5 km à vol d'oiseau, est de 10,7 °C et le cumul annuel moyen de précipitations est de 898,2 mm,. Pour l'avenir, les paramètres climatiques de la commune estimés pour 2050 selon différents scénarios d'émission de gaz à effet de serre sont consultables sur un site dédié publié par Météo-France en novembre 2022.

## Urbanisme

### Typologie
Au 1er janvier 2024, Recey-sur-Ource est catégorisée commune rurale à habitat dispersé, selon la nouvelle grille communale de densité à 7 niveaux définie par l'Insee en 2022.
Elle est située hors unité urbaine. Par ailleurs la commune fait partie de l'aire d'attraction de Châtillon-sur-Seine, dont elle est une commune de la couronne,. Cette aire, qui regroupe 60 communes, est catégorisée dans les aires de moins de 50 000 habitants,.

### Occupation des sols
L'occupation des sols de la commune, telle qu'elle ressort de la base de données européenne d’occupation biophysique des sols Corine Land Cover (CLC), est marquée par l'importance des forêts et milieux semi-naturels (60,9 % en 2018), une proportion identique à celle de 1990 (60,9 %). La répartition détaillée en 2018 est la suivante : 
forêts (60,9 %), terres arables (21,4 %), prairies (12,2 %), zones agricoles hétérogènes (3,8 %), zones urbanisées (1,7 %). L'évolution de l’occupation des sols de la commune et de ses infrastructures peut être observée sur les différentes représentations cartographiques du territoire : la carte de Cassini (XVIIIe siècle), la carte d'état-major (1820-1866) et les cartes ou photos aériennes de l'IGN pour la période actuelle (1950 à aujourd'hui).

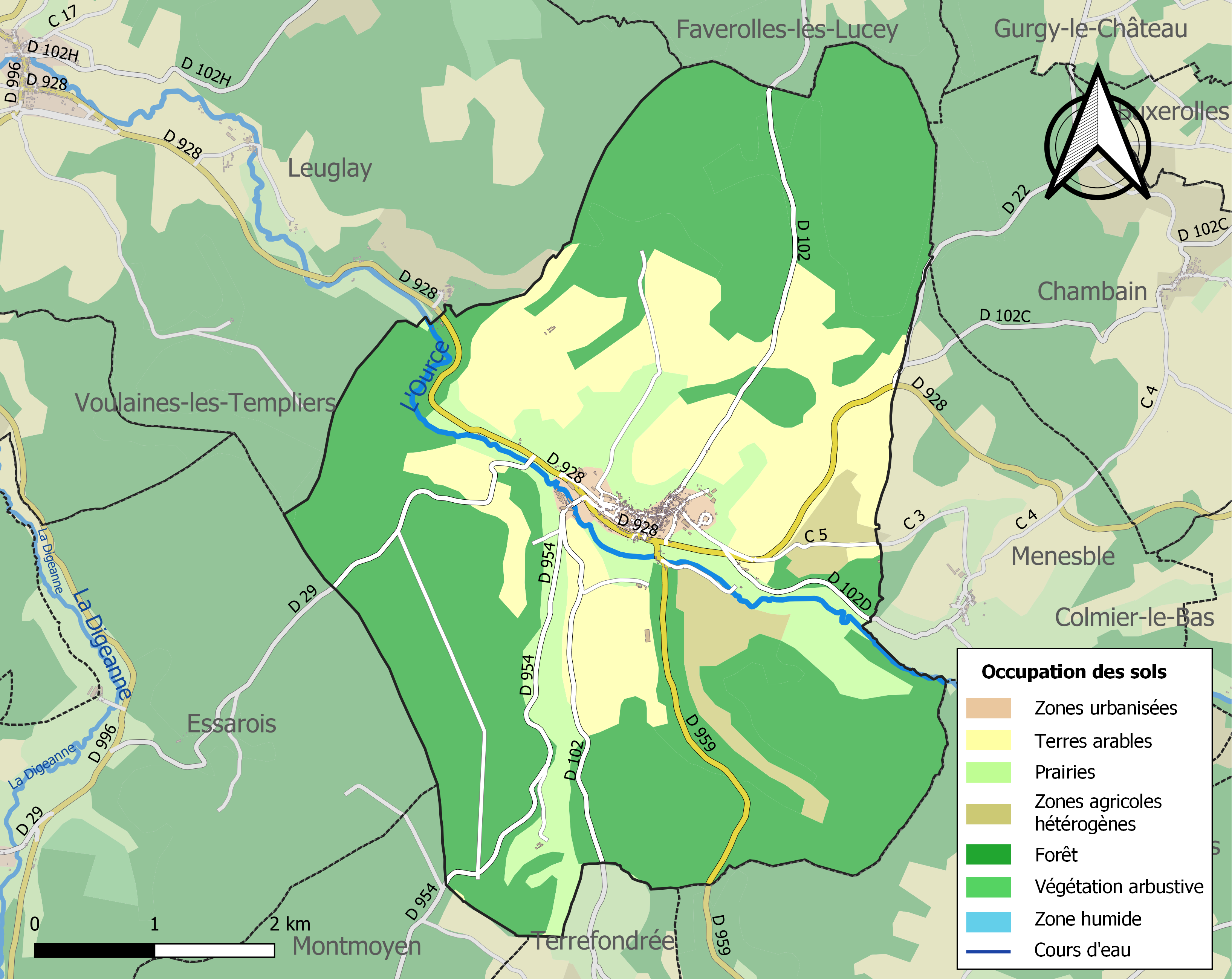
Carte des infrastructures et de l'occupation des sols de la commune en 2018 (CLC).

## Histoire

### Préhistoire et Antiquité
D'abondants silex en pierre polie et taillée ont été recueillis sur l'adret du mont de  Lucey (417 m). On note également l'oppidum celtique de Châtel et dans le cimetière de nombreux vestiges gallo-romains ont été découverts : monnaies, fibules, et tessons de céramique.

### Moyen Âge
Une importante nécropole mérovingienne avec sarcophage, armes et bijoux a été fouillée au Grand Foiseul.
La seigneurie dépend ensuite du duché de Bourgogne, bailliage de la montagne, et du diocèse de Langres.

### Époque moderne
En 1587, les habitants obtiennent d'Henri III le droit de se clore de murs. Des vestiges de cette enceinte subsistent au nord du village ainsi que la tour d'une maison fortifiée du XVe.
En 1789, Recey dépend de la chartreuse de Lugny sauf une rue qui appartient au grand prieur de Champagne des Hospitaliers.

### Époque contemporaine

#### Passé ferroviaire du village
|  |  |  |  |

De 1882 au 2 mars 1969, la commune  a été traversée par la ligne de chemin de fer de Troyes à Gray, qui, venant de la gare de Leuglay-Voulaines, commune aux villages de Leuglay et de Voulaines-les-Templiers, suivait le cours de l'Ource, s'arrêtait à la gare de Recey-sur-Ource,  et ensuite se dirigeait vers la halte de Colmier-le-Bas.

L'horaire ci-dessus montre qu'en 1914, 4 trains s'arrêtaient chaque jour  à la gare de Recey-sur-Ource  dans le sens Troyes-Gray et 4 autres dans l'autre sens.

A une époque où le chemin de fer était le moyen de déplacement le plus pratique, cette ligne connaissait un important trafic de passagers et de marchandises. 
	
À partir de 1950, avec l'amélioration des routes et le développement du transport automobile, le trafic ferroviaire a périclité et la ligne a été fermée le 2 mars 1969 au trafic voyageurs. La ligne, encore en place, est utilisée épisodiquement pour un service de maintenance.

L'ancienne gare existe encore de nos jours.

#### Bombardier anglais abattu en 1943 et crash du chasseur allemand
Parti du Yorkshire pour une mission sur les usines Peugeot de Sochaux-Montbéliard (Doubs), un bombardier lourd quadrimoteur Handley-Page Halifax de la Royal Air Force est abattu le 16 juillet 1943 vers 2h25 par le pilote Wolfgang Späte (en) sur un chasseur de nuit Dornier Do 217 basé à Longvic, l'avion s'écrase dans la combe Nogille entre l'ancienne chartreuse de Lugny et le mont de Lucey. Les sept membres de l'équipage sont tués et sont inhumés au cimetière de Recey. Une stèle est présente sur le site. Dans une mission identique la même nuit, un autre Halifax sera également abattu par la chasse allemande à Sacquenay dans le secteur de la Vingeanne, près de Fontaine-Française.
Le Dornier de la Luftwaffe, sans doute endommagé par des tirs de riposte des mitrailleurs, s'écrase peu après à Voisin (hameau de la commune de Nod-sur-Seine), seul le radio-navigateur en réchappera sur les trois membres de l'équipage.

## Politique et administration
Recey-sur-Ource appartient :
- à l'arrondissement de Montbard,
- au canton de Châtillon-sur-Seine,
- à la communauté de communes du Pays Châtillonnais

| Période                                  | Période         | Identité         | Étiquette         | Qualité |
| ---------------------------------------- | --------------- | ---------------- | ----------------- | ------- |
| 1994                                     | 2020            | Claude Vinot     | DVD               |         |
| 2020                                     | mandat en cours | Laurent Schembri | UDI puis Horizons |         |
| Les données manquantes sont à compléter. |                 |                  |                   |         |

## Démographie
L'évolution du nombre d'habitants est connue à travers les recensements de la population effectués dans la commune depuis 1793. Pour les communes de moins de 10 000 habitants, une enquête de recensement portant sur toute la population est réalisée tous les cinq ans, les populations de référence des années intermédiaires étant quant à elles estimées par interpolation ou extrapolation. Pour la commune, le premier recensement exhaustif entrant dans le cadre du nouveau dispositif a été réalisé en 2007.

En 2022, la commune comptait 338 habitants, en évolution de −7,65 % par rapport à 2016 (Côte-d'Or : +0,82 %, France hors Mayotte : +2,11 %).
| 1793 | 1800 | 1806 | 1821 | 1836  | 1841  | 1846  | 1851  | 1856 |
| ---- | ---- | ---- | ---- | ----- | ----- | ----- | ----- | ---- |
| 822  | 887  | 846  | 915  | 1 036 | 1 067 | 1 031 | 1 012 | 969  |

| 1861 | 1866 | 1872 | 1876 | 1881  | 1886 | 1891 | 1896 | 1901 |
| ---- | ---- | ---- | ---- | ----- | ---- | ---- | ---- | ---- |
| 981  | 955  | 957  | 959  | 1 039 | 931  | 884  | 866  | 816  |

| 1906 | 1911 | 1921 | 1926 | 1931 | 1936 | 1946 | 1954 | 1962 |
| ---- | ---- | ---- | ---- | ---- | ---- | ---- | ---- | ---- |
| 784  | 795  | 687  | 687  | 690  | 728  | 704  | 715  | 663  |

| 1968 | 1975 | 1982 | 1990 | 1999 | 2006 | 2007 | 2012 | 2017 |
| ---- | ---- | ---- | ---- | ---- | ---- | ---- | ---- | ---- |
| 662  | 542  | 498  | 461  | 431  | 398  | 394  | 375  | 363  |

| 2022 | - | - | - | - | - | - | - | - |
| ---- | - | - | - | - | - | - | - | - |
| 338  | - | - | - | - | - | - | - | - |

## Culture locale et patrimoine

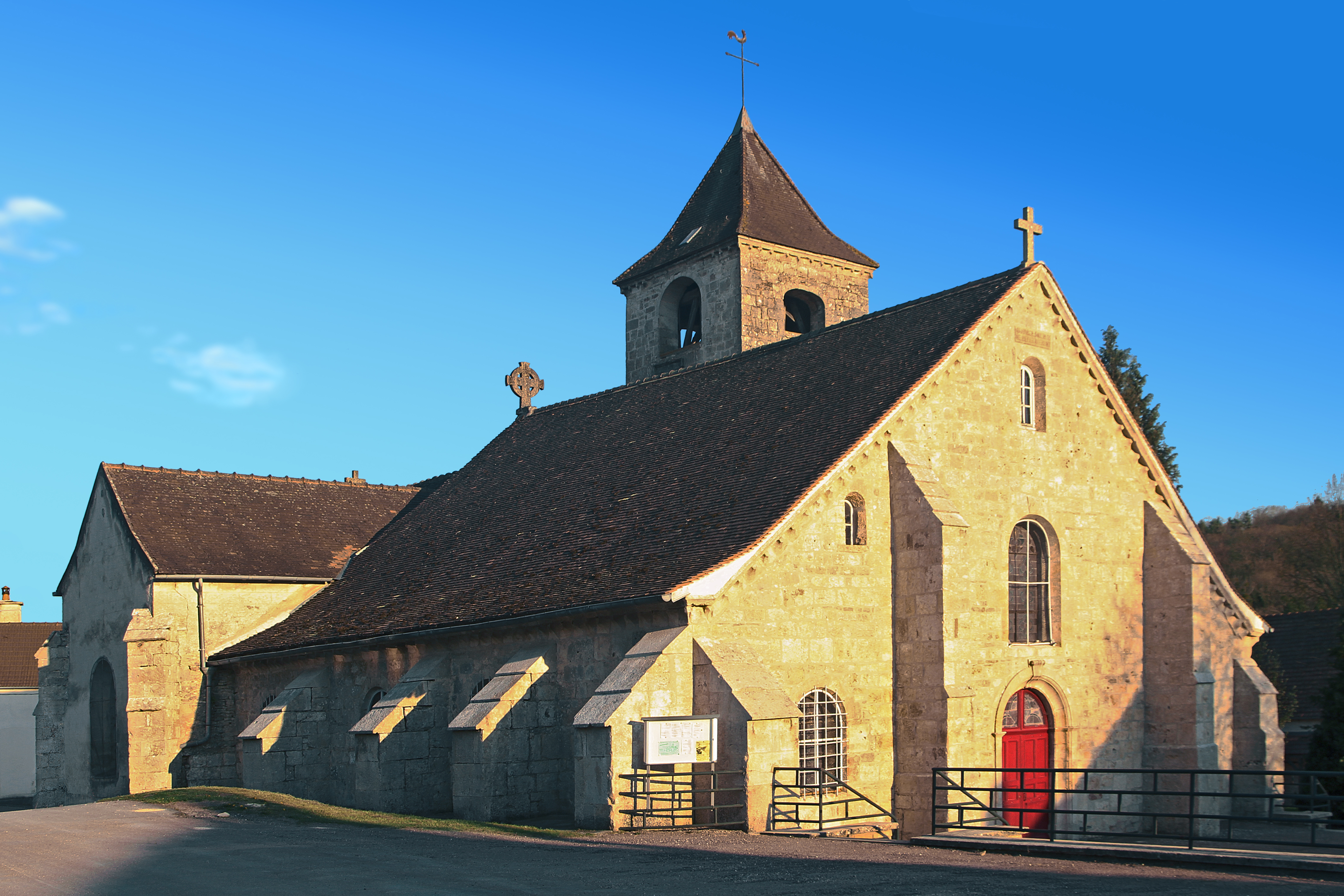
Église Saint-Rémy de Recey-sur-Ource, sanctuaire à répit.

### Lieux et monuments
- L'église Saint-Rémy[23] souvent agrandie au cours des siècles trouve son origine au XIIIe siècle. La nef centrale est d'allure romane : trois travées séparées par des doubleaux en plein cintre. Le chœur et la travée qui le précède sont gothiques ; à l'origine cette travée faisait partie du chœur comme le montre la trace de l'emplacement d'une poutre de gloire. Le bas-côté sud est également gothique, mais d'une facture assez rustique. La chapelle de la Vierge est l'ancienne chapelle seigneuriale ; elle date du XVIe siècle ainsi que la chapelle du Sacré-Cœur (ancienne chapelle Sainte-Anne). On accède à l'ancienne chapelle seigneuriale depuis le bas-côté par une arcade percée au XIXe siècle ; auparavant l'autel de la Vierge était à cet emplacement : c'était une Vierge à répit dont les miracles sont signalés au XVIIe siècle. Le bas-côté nord a été bâti au XVIIIe siècle dans le style gothique. À cette occasion la façade de l'église a été remaniée et consolidée. Outre le maître-autel en marbre polychrome originaire de la chartreuse de Lugny et classé Monument historique, l'église abrite deux statues en pierre polychrome du XVIIe siècle : une Piéta et saint Jean-Baptiste.
- Le creux de Vaulemain est classé Site d'Importance Communautaire Natura 2000 depuis 2012.
- Un plan d'eau a été aménagé sur le cours de l'Ource.

### Jumelages
- Silenrieux (Belgique)
- Nieder-Olm (Allemagne) depuis 1967

### Personnalités liées à la commune

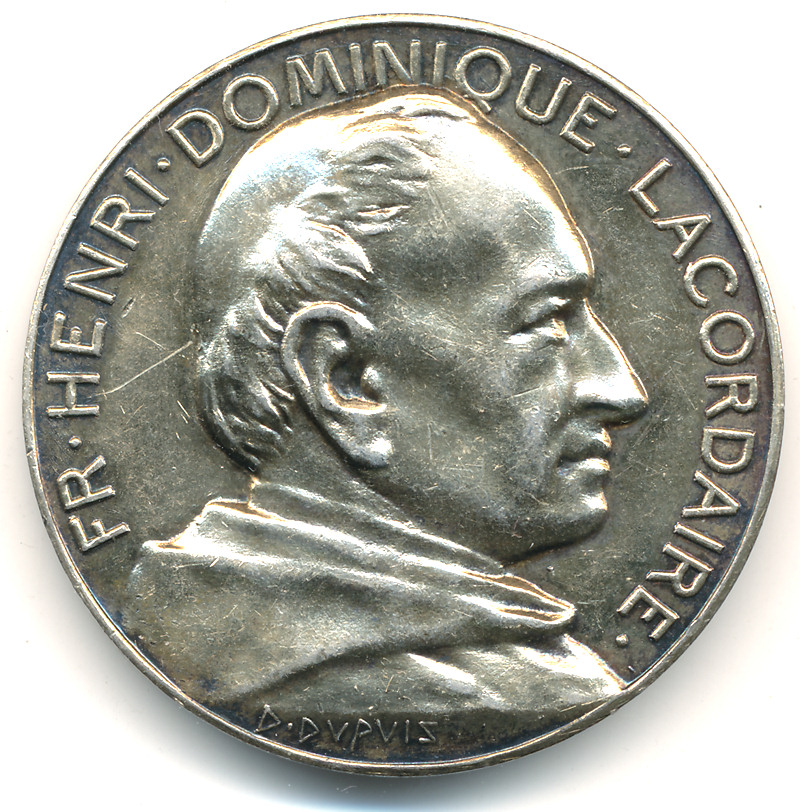
Henri Lacordaire.

- Henri Lacordaire, né le 12 mai 1802 à Recey, décédé le 21 novembre 1861 à Sorèze (Tarn), religieux, prédicateur, journaliste et homme politique français. Restaurateur en France de l'ordre des Prêcheurs, il est considéré aujourd'hui comme l'un des précurseurs du catholicisme moderne.
- Théodore Lacordaire, né le 1er février 1801 à Recey et mort le 18 juillet 1870 à Liège, frère du précédent et entomologiste célèbre.
- Adrien-Léon Lacordaire (1803-1895), Un troisième frère Lacordaire, architecte et urbaniste à Dijon, puis directeur de la manufacture des Gobelins.
- Antoinette Quarré, poétesse et goguettière française née en 1813 à Recey-sur-Ource, morte le 25 novembre 1847 à Dijon, considérée avec quelques autres par le chansonnier Xavier Privas comme une des plus fameuses goguettières. Ses œuvres imprimées ont été conservées.
- Vera Rockline (peintre) dont la mère est originaire de Bourgogne, a été inhumée dans le cimetière de la ville en 1934.
- Jean de Bazelaire de Ruppierre, officier des troupes coloniales, mort pour la France (1943). Compagnon de la Libération. Inhumé à Recey-sur-Ource.

### Héraldique
| Blason de Recey-sur-Ource | Blason  | D'azur à la croix ancrée d'or.                   |
| Blason de Recey-sur-Ource | Détails | Le statut officiel du blason reste à déterminer. |